# 江门北街天主教堂
江门北街天主教堂，又稱江門聖母聖心堂。位于中国广东省江门市蓬江区海傍街67号，为江门市的一个市、县级文物保护单位，类型为近现代重要史迹及代表性建筑，公布时间为2000年。
江门北街天主教堂的历史年代为民国。